# Řád velkého vítězství Hromového draka
Řád velkého vítězství Hromového draka je bhútánské civilní státní vyznamenání založené roku 1967.

## Historie a pravidla udílení
Řád založil bhútánský král Džigme Dordže Wangčhug dne 9. února 1967. Reformován byl dne 29. září 1985 králem Džigme Singgjä Wangčhugem. Udílen je za mimořádné odhodlání a věrnost.

## Třídy
Řád je udílen ve dvou třídách:
- I. třída
- II. třída

## Insignie
Řádový odznak se skládá z pozlacené zadní desky sestávající ze zkřížených blesků dorji a ozdobné mřížky. Uprostřed je smaltovaná vlajka Bhútánu s korálkovým zlatým okrajem a zlatým drakem. Velikost odznaku v průměru je 60 mm.
Řádová hvězda se podobá odznaku, v průměru však dosahuje 80 mm.
Stuha je tmavě oranžová.

### Způsob nošení
Nošení řádových insignií závisí na oblečení příjemce. V případě  národních bhútánských šatů se I. třída skládá z řádového odznaku zavěšeného na velké stuze nošené kolem krku a hvězdy se stuhou nošené nalevo na hrudi. V případě II. třídy je odznak zavěšen na široké stuze na krku. Pokud jsou insignie nošeny na oblečení evropského stylu nebo na uniformě je v případě I. třídy řádový odznak zavěšen na široké stuze spadající z ramene na protilehlý bok a hvězda bez stuhy se nosí nalevo na hrudi. V případě II. třídy řádová hvězda chybí.